# 鎌田あゆ
鎌田 あゆ（かまた あゆ、2002年1月17日 - ）は、神奈川県出身の日本の女優。

## 来歴
2023年3月よりスタートした日本テレビ公式ショートドラマ「毎日はにかむ僕たちは。」の出演オーディションに合格し、レギュラーメンバーとして活動を行う。
2024年10月期日本テレビドラマDEEP「3年C組は不倫してます。」に起用され、地上波ドラマにて初のレギュラーを務める。12月をもってオスカープロモーションを退所。
2025年５月7日にN.D.Promotionに所属することが発表された。

## 人物・エピソード
- 学生時代より読書を趣味にしている。好きな本の代表は「星の王子さま」。
- 茶道裏千家初級,ドイツ語技能検定4級を持つ。

## 出演

### WEB
- 日本テレビ公式ショートドラマ毎日はにかむ僕たちは。（2023年） - メインキャスト[3]

### テレビドラマ
- 日本テレビドラマDEEP 3年C組は不倫してます。（2024年） - レギュラー生徒 / 日向舞 役[4]
- 日本テレビドラマDEEP どうか私より不幸でいて下さい（2024年） - 女子大生 役[5]
- スティンガース 警視庁おとり捜査検証室 第5話（2025年8月19日、フジテレビ） - 映像サークルで勧誘する信者 役[6]

### バラエティ
- ゼッケン!〜Z世代の経済研究所〜（2024年　日本テレビ） - レギュラーリポーター
- リベジョ ～憎きヤバ男にテンチューくだす!（2024年　日本テレビ） - 再現ドラマ出演

### 映画
- トラウマ。～日常に潜む恐怖をあなたに～（2024年9月6日公開、松竹ODS事業室） - アンナ 役[7]

### MV
- 鈴木鈴木 - 君と過ごす1度目の特別なクリスマス【Official Music Video】（2023年）
- トンボコープ – サンポリズム (Music Video)（2024年）
- 乃紫 (noa) - ハニートラップ【Official Music Video】（2024年）

### CM
- 日清オイリオ「BOSCO」（2024年）
- アサヒ飲料「カルピスウォーター」（2024年）